# Lake Santeetlah
Lake Santeetlah é uma cidade  localizada no estado norte-americano de Carolina do Norte, no Condado de Graham.

## Demografia
Segundo o censo norte-americano de 2000, a sua população era de 67 habitantes.
Em 2006, foi estimada uma população de 64, um decréscimo de 3 (-4.5%).

## Geografia
De acordo com o United States Census Bureau tem uma área de
0,5 km², dos quais 0,5 km² cobertos por terra e 0,0 km² cobertos por água.

## Localidades na vizinhança
O diagrama seguinte representa as localidades num raio de 36 km ao redor de Lake Santeetlah.